# Benito Juárez (kommun), Sonora
Benito Juárez är en kommun i Mexiko.   Den ligger i delstaten Sonora, i den västra delen av landet, 1 400 km nordväst om huvudstaden Mexico City.
Följande samhällen finns i Benito Juárez:
- Villa Juarez
- El Paredoncito
- Batevito